# Recettore sigma-1
Il Recettore sigma-1 (σ-1) è una proteina chaperonina nel reticolo endoplasmatico una delle cui funzioni è la regolazione dei meccanismi di rilascio del calcio attraverso il recettore dell'inositolo trifosfato (IP3).
È presente in molti diversi tipi di tessuti, particolarmente concentrato in alcune regioni del sistema nervoso centrale, tra cui la ghiandola pineale.
Inizialmente si pensava coinvolto nella famiglia dei recettori oppioidi, ma studi successivi hanno dimostrato che è invece un sito indipendente per l'azione di ligandi endogeni. Per molto tempo è stato considerato un recettore orfano, tuttavia di recente è stato ampiamente dimostrato che la molecola allucinogena dimetiltriptamina è l'unico ligando agonista endogeno che attiva questo recettore.
È coinvolto in molti fenomeni tra cui la funzione cardiovascolare, la schizofrenia, la depressione clinica, gli effetti di abuso di cocaina e il cancro.
Una volta che la dimetiltriptamina lega il recettore, agisce regolando le tensioni dei canali ionici nelle cellule, in particolare quello del potassio K+.
Rimangono comunque misteriosi molti aspetti dell'abbinamento tra il DMT e σ-1.
Il recettore σ-1 è stato clonato nel ratto, dove ne è stata rilevata un'alta concentrazione nella ghiandola pineale.

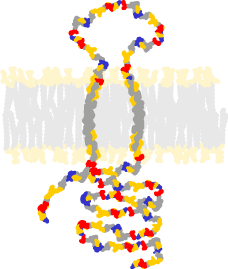
schematizzazione di un recettore σ

## Struttura
È una proteina integrale di membrana con 223 Amminoacidi, caratterizzata da 2 regioni transmembranali ed ancorata alla membrana del reticolo endoplasmatico, in assenza di stimolazione.
È curioso notare che non assomigli a nessun'altra nota proteina dei mammiferi.

## Alcune funzioni fisiologiche attribuite a σ-1
Modulazione del rilascio di Calcio (Ca+2), della contrattilità cardiaca, della tensione muscolare e della frequenza respiratoria, inibizione dei canali ionici,  biosintesi e rilascio di neurotrasmettitori, neuroprotezione e modulazione dell'analgesia oppioide, processi d'apprendimento e memoria.

## Studi
Nonostante i numerosi studi su questi recettori, sono ancora sconosciute moltissime sue funzioni.
I ligandi del recettore sigma-1 rappresentano comunque possibilità terapeutica da valutare per il trattamento di disfunzioni cognitive, dell'Alzheimer, e della degenerazione neuronale.
Oggi sono noti alcuni ligandi con molta affinità per questo recettore, come l'antidepressivo fluvoxamina.